# 刘祖洞
刘祖洞（1917年—1998年），男，浙江镇海人，中国遗传学家，中国民主同盟盟员。

## 生平
1943年，毕业于广西大学农学系。
1945年，获得浙江大学理学硕士学位。是遗传学泰斗谈家桢的得意门生。
毕业后赴美国留学。1952年，获得美国密歇根大学动物学系哲学博士学位。
1953年，回国，先后担任上海复旦大学副教授、教授。

## 社会兼职
曾任中国遗传学会第二届常务理事，中国遗传学会人类和医学专业委员会主任委员，上海遗传学会理事长，《遗传学报》副主编和《遗传与疾病》的主编。

## 轶事
刘祖洞与美国细胞生物学会前主席徐道觉同一年（1917年）出生，同是浙江人（刘祖洞是宁波人，徐道觉是绍兴人），曾是浙大同侪，同是谈家桢门下弟子（谈门下四大弟子之二）。二人在浙大毕业后同留学美国。刘祖洞获芝加哥大学动物学博士，徐道觉获德州大学安德森癌症研究中心博士学位。刘祖洞学成回国，徐道觉学成后留在美国。

## 著述
- 《大别山痴呆病病因的遗传学研究》
- 《中国人的染色体组型》
- 《遗传学》（合编，为遗传学经典中文教材）
- 《医学遗传学》（合编）
- 《遗传学实验》

## 相关人物
- 谈家桢
- 徐道觉